# Condado de Taylor (Kentucky)
El condado de Taylor (en inglés: Taylor County), fundado en 1848, es uno de 120 condados del estado estadounidense de Kentucky. En el año 2000, el condado tenía una población de 22,927 habitantes y una densidad poblacional de 33 personas por km². La sede del condado es Campbellsville.

## Geografía
Según la Oficina del Censo, el condado tiene un área total de 717 km² (276,8 mi²), de la cual 699 km² (269,9 mi²) es tierra y 18 km² (6,9 mi²) (2.61%) es agua.

### Condados adyacentes
- Condado de Marion (norte)
- Condado de Casey (este)
- Condado de Adair (sureste)
- Condado de Green (sur y oeste)
- Condado de LaRue (noroeste)

## Demografía
Según la Oficina del Censo en 2000, los ingresos medios por hogar en el condado eran de $28,089, y los ingresos medios por familia eran $33,854. Los hombres tenían unos ingresos medios de $26,633 frente a los $20,480 para las mujeres. La renta per cápita para el condado era de $15,162. Alrededor del 17.50% de la población estaban por debajo del umbral de pobreza.

## Localidades
- Acton
- Bengal
- Black Gnat
- Campbellsville
- Elk Horn
- Finley
- Hatcher
- Hobson
- Mannsville
- Merrimac
- Saloma
- Yuma